# Cantone di Pedernales
Il cantone di Pedernales è un cantone dell'Ecuador che si trova nella provincia di Manabí. Ha una popolazione di 55.128 persone. Il capoluogo del cantone è la cittadina costiera di Pedernales e l'attuale sindaco, per il periodo 2009 - 2014, è Panezo Manuel Rojas. La maggior parte della popolazione lavora nel settore del turismo, in particolare nei pressi delle spiagge situate sul litorale Pacifico.

## Estensione e confini
Il cantone di Pedernales ha un'estensione di 1932  km2 ed è il più settentrionale dei cantoni della provincia di Manabí. Confina con la provincia di Esmeraldas, con i cantoni Jama e Chone a sud, dal cantone Chone a est ed è delimitato dall'oceano Pacifico a ovest.

## Geografia antropica

### Suddivisioni amministrative
Il cantone è suddiviso in quattro parrocchie:

#### Parrocchie urbane
- Pedernales (capoluogo cantonale)

#### Parrocchie rurali
- Cojimíes
- 10 de Agosto
- Atahualpai